# Stavernäs
Stavernäs är en halvö i Finland.   Den ligger i landskapet Egentliga Finland, i den sydvästra delen av landet, 190 km väster om huvudstaden Helsingfors. Stavernäs ligger på ön Åvensor.